# Єдинство (футбольний клуб, Бієло-Полє)
«Єди́нство» (чорн. FK Jedinstvo Bijelo Polje, ФК Јединство Бијело Поље)  — чорногорський футбольний клуб з міста Бієло-Полє. Виступає у Першій лізі Чорногорії. Заснований 1922 року. Домашні матчі проводить на стадіоні «Градскі».

## Історія
З 2006 року грає у чемпіонаті Чорногорії, за результатами балансує між першою та другою лігами.
| Сезон   | Ліга       | Місце |
| ------- | ---------- | ----- |
| 2006-07 | Перша ліга | 11    |
| 2007-08 | Друга ліга | 3     |
| 2008-09 | Перша ліга | 12    |
| 2009-10 | Друга ліга | 6     |
| 2010-11 | Друга ліга | 2     |
| 2011-12 | Друга ліга | 3     |
| 2012-13 | Перша ліга | 12    |
| 2013-14 | Друга ліга | 9     |
| 2014-15 | Друга ліга | 4     |
| 2015-16 | Друга ліга | 1     |